# Саянская (станция)
Сая́нская — узловая железнодорожная станция Абаканского региона Красноярской железной дороги, на Южсибе. Расположена в пгт. Саянском
Здесь заканчивается железнодорожная линия от станции Уяр.Расстояние до узловых станций (в километрах): Тигей 422, Уяр 56, Тайшет 249.
Через станцию следуют пассажирские поезда Красноярск — Абакан, а также электропоезда Красноярск — Уяр — Мана. На Тайшет пассажирское движение представлено поездом Красноярск — Северобайкальск. С середины декабря 2024 года начато движение поезда 205ИЦ  по маршруту Барнаул - Абакан - Иркутск.  

## История
В 1965 году закончен. Абакан — Тайшет с веткой Уяр — Саянская.

## Коммерческие операции (параграфы)
- Прием и выдача повагонных отправок грузов, допускаемых к хранению на открытых площадках станций.
- Прием и выдача грузов повагонными и мелкими отправками, загружаемых целыми вагонами, только на подъездных путях и местах необщего пользования.
- Продажа билетов на все пассажирские поезда. Прием и выдача багажа.